# Маландроне (Пиза)
Маландроне је насеље у Италији у округу Пиза, региону Тоскана.
Према процени из 2011. у насељу је живело 32 становника. Насеље се налази на надморској висини од 59 м.